# Le Sel-de-Bretagne
 Le Sel-de-Bretagne  es una población y comuna francesa, situada en la región de Bretaña, departamento de Ille y Vilaine, en el distrito de Redon y cantón de Le Sel-de-Bretagne.

## Demografía
| 445 | 456 | 404 | 451 | 501 | 514 |
| Para los censos de 1962 a 1999 la población legal corresponde a la población sin duplicidades (Fuente: INSEE [Consultar]) |     |     |     |     |     |